# Kathrin Hendrich
Kathrin Hendrich, född den 6 april 1992 i Eupen, är en tysk-belgisk fotbollsspelare (försvarare) som representerar VfL Wolfsburg och det tyska landslaget. Hon har tidigare representerat Bayern München, FFC Frankfurt och Bayer Leverkusen. Hendrich var en del av den tyska landslagstrupp som spelade VM i Frankrike år 2019.

## Meriter
FFC Frankfurt
- Women's Champions League: 2015

 VfL Wolfsburg
- Tysk mästare: 2022
- Tysk cupvinnare: 2021, 2022